# Michael Angelo Batio

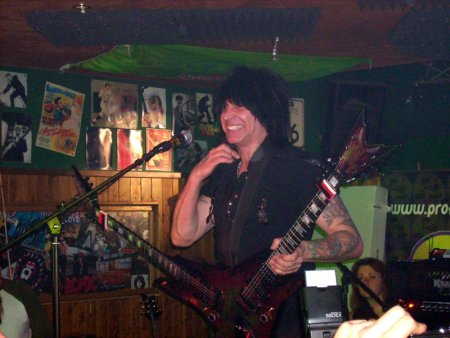
Michael Angelo Batio

Michael Angelo Batio is een Amerikaanse progressive rock-gitarist, afkomstig uit Chicago.

## Biografie
Michael Angelo Batio is ook bekend geworden door het bespelen van extreem exotische gitaarmodellen die speciaal voor hem gemaakt worden door Dean Guitars. Met zijn dubbelhalzige gitaar veroverde hij de hele wereld. Michael Angelo speelde eind jaren 80 in de band Nitro.

## Discografie

### Albums
| Album met eventuele hitnotering(en) in de Nederlandse Album Top 100 | Datum van verschijnen | Datum van binnenkomst | Hoogste positie | Aantal weken | Opmerkingen                                      |
| ------------------------------------------------------------------- | --------------------- | --------------------- | --------------- | ------------ | ------------------------------------------------ |
| No Boundaries                                                       | 1995                  | -                     |                 |              |                                                  |
| Planet Gemini                                                       | 1997                  | -                     |                 |              |                                                  |
| Lucid Intervals and Moments of Clarity                              | 2000                  | -                     |                 |              |                                                  |
| Tradition                                                           | 2000                  | -                     |                 |              |                                                  |
| Lucid Intervals and Moments of Clarity, Pt. 2                       | 2004                  | -                     |                 |              | Compilatie van Michaels 3e en 4e cd / remastered |
| Hands Without Shadows                                               | 2005                  | -                     |                 |              |                                                  |
| Hands Without Shadows 2 - Voices                                    | 2008                  | -                     |                 |              |                                                  |